# Huangguoshu Pubu
Huangguoshu Pubu är ett vattenfall i Kina. Det ligger i provinsen Guizhou, i den sydvästra delen av landet, omkring 120 kilometer sydväst om provinshuvudstaden Guiyang.
Runt Huangguoshu Pubu är det ganska tätbefolkat, med 192 invånare per kvadratkilometer. Omgivningarna runt Huangguoshu Pubu är en mosaik av jordbruksmark och naturlig växtlighet.
Genomsnittlig årsnederbörd är 1 471 millimeter. Den regnigaste månaden är juni, med i genomsnitt 315 mm nederbörd, och den torraste är januari, med 22 mm nederbörd.